# 接山镇
接山镇，是中华人民共和国山东省东平县下辖的一个行政建制镇。该镇位于东平县最东端，扼守泰东公路，是东平县的东门户:20。接山镇总面积149.52平方千米，户籍人口6万4千余人，系原接山乡于2010年改置而来。接山镇为东平县面积第二大的乡镇级行政区，同时也是人口最多的行政建制镇。为山东省“文明乡镇”、“卫生乡镇”、“环境优美乡镇”。
接山镇历史丰富，先秦时期，接山镇境内有鄣、遂两个诸侯国，后并入齐地，汉代之后今接山镇先后属东平国、东平郡、东平府、东平路、东平州管辖。北宋年间，宋真宗封禅泰山路过此地，当地官员在此接驾，此后此地便称为“接驾山”，后简称为接山。境内有众多的文物，包括古代鄣、遂等诸侯国的城邑遗址，接山上庙、前口头古民居等众多的古代建筑和建筑群等，其中桥和常庄古民居建筑群为山东省省级文物保护单位。

## 历史

### 先秦时期
夏商时期，今接山镇境内出现了鄣、遂等古国。其中鄣国在今鄣城村，为任姓之国。遂国活动于东平、肥城、宁阳等地，为有虞氏后裔，分为遂因氏、颌氏、工娄氏、须遂氏等多个支系。遂国国都位置存疑，但在上遂城村附近有遂城遗址，可能为遂国的国都或其支系须遂氏的城邑。西周初年，鄣、遂兩國接受西周的冊封。
公元前681年春，为平定宋国叛乱，齐桓公在北杏会盟，遂国没有参加，同年夏天，齐国军队以此为借口攻灭遂国并派兵在遂国驻守。仅仅四年后的公元677年夏天，包括须遂氏在内的遂国人以犒劳齐军为名，灌醉并杀死齐国驻军而起义，旋即遭齐国人歼灭。公元前664年，齐国灭鄣国，置无盐邑管辖鄣地，至此，今接山镇全境归属齐国

### 秦代至清末

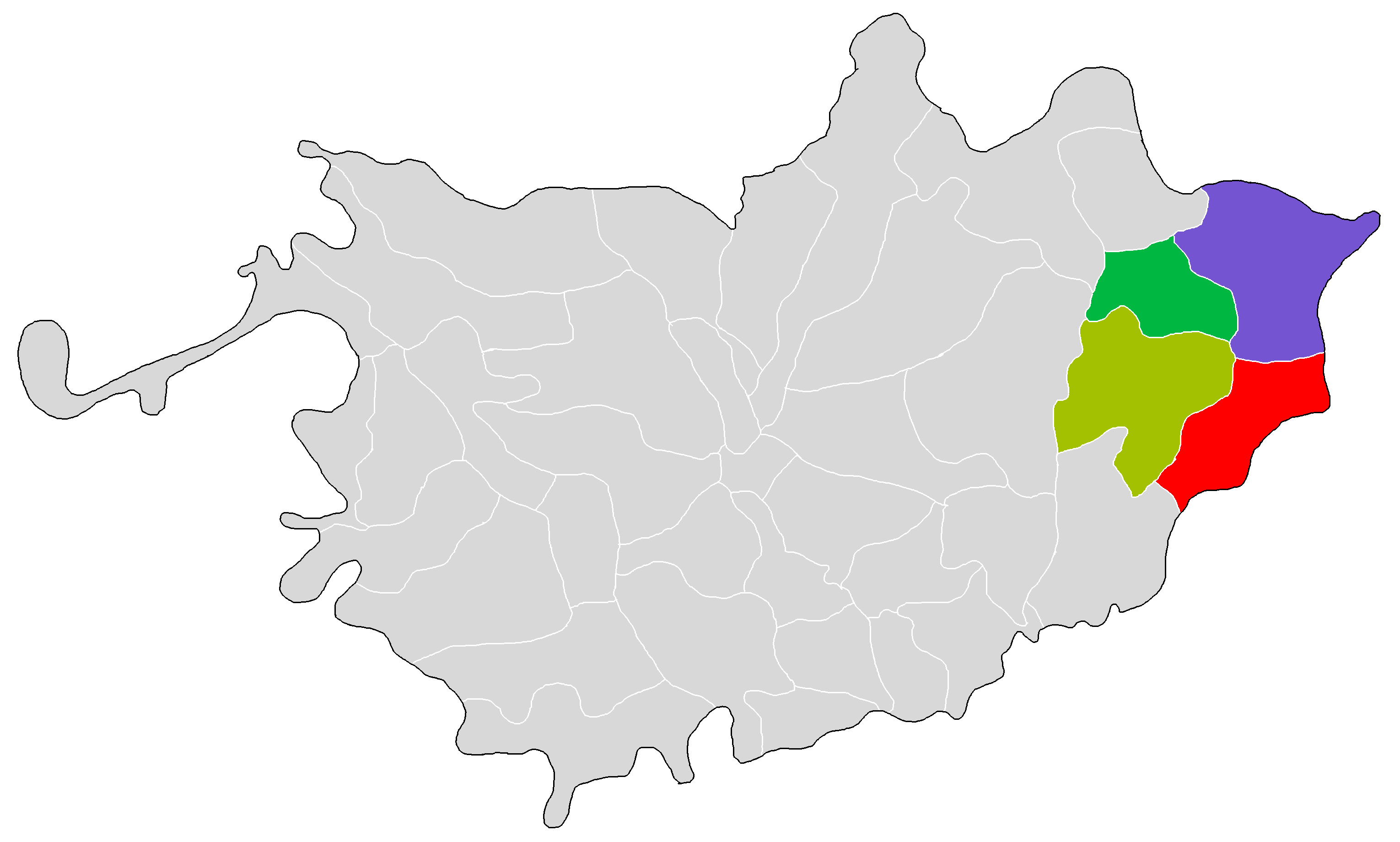
1825年的东平州地图。上色者为今接山镇地区主要分属的四个保。
南仁寿保 辖鄣城等
北仁寿保 辖林马庄、山神庙等
仁化保 辖接山、姜庄等
仁德保 辖张河桥、朝阳庄等

秦代，以原齐国无盐邑设置无盐县，属薛郡，管辖区域包含鄣城，而今接山镇北部地区则属济北郡:26。两汉时期，在鄣城设置章县，今接山镇南部属章县，北部属于富城县，先后属济东国、大河郡，汉宣帝时属东平国管辖:27,28，章县则降为普通集镇。曹魏时期仍属东平国:29，此时鄣城被废弃。北朝魏时期，今接山镇属兖州东平郡:30。
隋朝时期，今接山镇西部属东平郡宿城县，东部则属鲁郡:31。唐代西部属郓州，东部属兖州:32。宋代至元代，先后属郓州、东平府、东平路:33,35。公元1008年，宋真宗封泰山，途经此处时当地官员奉旨接驾，故名接驾山，接山之名因此得来。而根据出土文物判断，元朝时期在接山南部曾设置鄣城镇，属须城县。明清时期属东平州，1735年，東平州降爲散州，后推行保甲制度，今接山镇分属东平州南仁寿保、北仁寿保、仁化保和仁和保:36,37。

### 民国时期

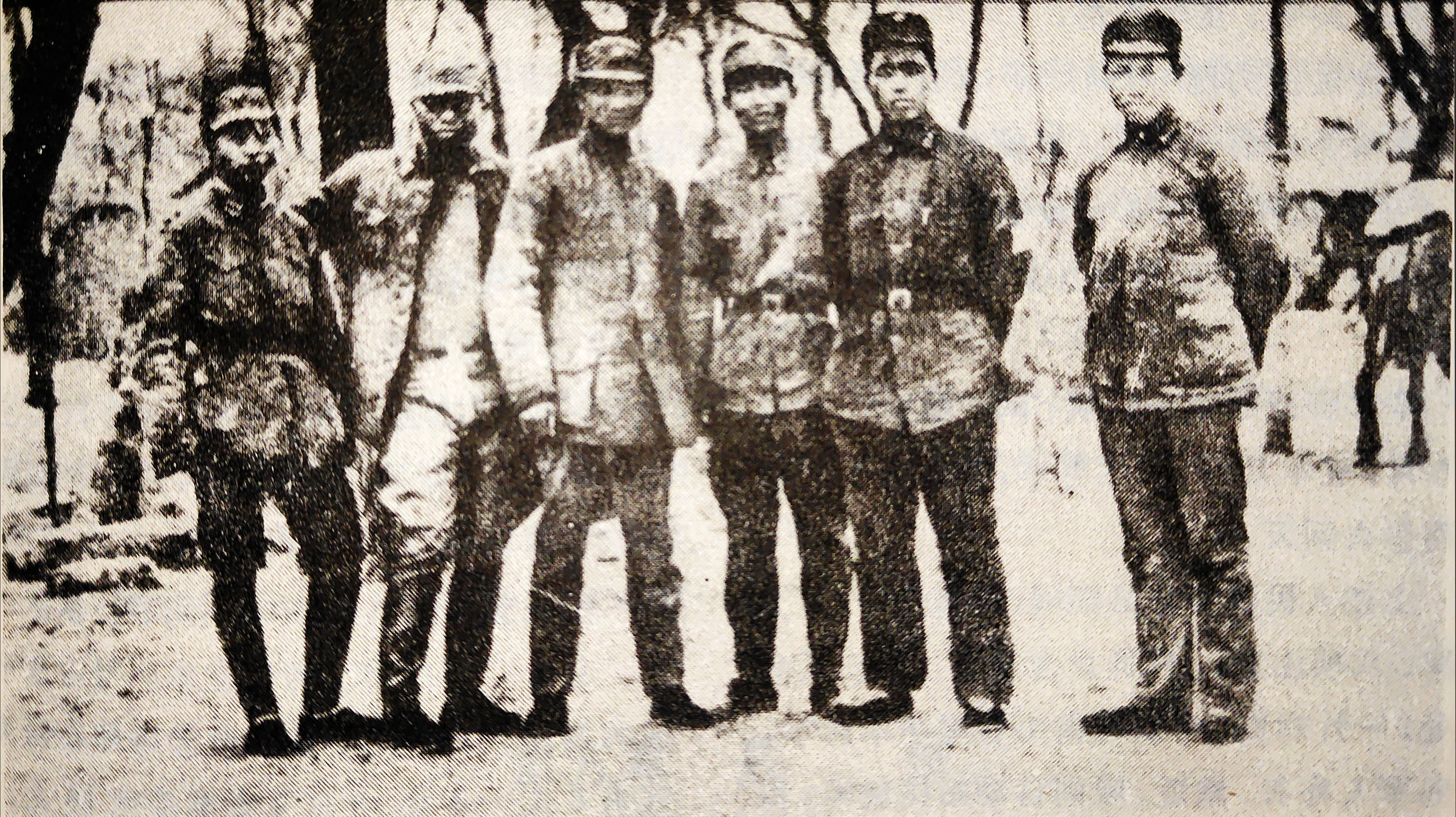
1939年，八路军115师的罗荣桓等人在常庄村的合影，左侧第二个为罗荣桓。

中华民国建立后，今接山镇属东平县第四区。1936年时，第四区辖三个镇和20个乡，区驻地在接山集。
1938年8月，日军占领东平。此后，日本军队在东平四区设置据点并多次杀害民众。后共产党军队进入活动。次年3月14日，中国共产党领导的八路军一一五师东进支队进驻常庄村，随后进入林马庄、徐坦、夏谢等地。东进支队同中共泰西地委会合，在常庄村建立泰西党政军指挥中心领导泰西地区的抗日活动，并同原先活动于此的山东纵队第六支队配合打击日军，建立起了泰肥山区的抗日根据地。随后日军在今接山镇东北部山区进行扫荡。3月16日，八路军在香山击败前来扫荡的日伪军，但在4月22日，东平、东阿两县日伪军在林马庄一带屠杀民众，制造了林马庄惨案。5月，五千余名日军对接山北部根据地进行扫荡，八路军被迫撤往山神庙以及肥城一带，同年，中国共产党先后建立中共四区区委，东平四区抗日区公所并组织东平四区抗日区队。1940年，中共在山神庙村建立一一五师后方医院。1941年秋，日本军队先后在麻子峪、夏谢、接山、前口头、大井、苍邱等地设置据点并对中国共产党的根据地进行大规模扫荡，大批中共干部被迫撤出四区，区级干部仅剩三人。此时，中共东平四区区队只能以村为单位进行活动，并通过组织民兵等方式同日本军队对抗。
1943年开始，八路军冀鲁豫军区二分区直属部队抵达东平，局势开始逐渐转变。在东平县县大队以及四区区队的配合下，八路军攻克日伪军夏谢据点并处决日伪东平四区区队长，随后苍邱、前口头据点的伪军逃跑，中共四区区委重新组织并恢复了起来。10月，八路军消灭了夏谢等地残留的伪军。11月8日，中共东平县县大队与中共东平四区区委将日伪东平四区区长李绍周在玉皇庙击毙。1944年时，四区东北部和南部的林马庄、山神庙、接山集、鄣城等地为共产党根据地，中部的夏谢一带为日军和伪军控制，西北部的遂城和南部的姜庄则为共产党军队游击区。1944年12月，日军又在夏谢村制造惨案。至1945年，东平战役爆发，四区全境解放。
1946年后的国共内战期间，包括东平四区在内的东平县遭到国共两党轮番争夺。1947年末，东进战役爆发，期间国民党整编七十三师第十五旅两个团曾于10月17日晚驻扎于常庄。1948年东进战役结束后，今接山镇完全由中国共产党掌管。

### 中华人民共和国时期

1949年后接山镇辖区演变

1949年中华人民共和国成立后今接山镇仍属四区。1953年7月，东平四区改为东平六区:43。1955年9月，东平六区改名接山区，1958年2月撤区，建立接山乡、常庄乡、夏谢乡，同年10月三乡撤销，分别改为接山人民公社和苍邱人民公社，12月，苍邱人民公社并入接山人民公社:44。1959年10月，东平县撤销，接山公社划归平阴县。1962年，复归东平县。1975年，公社驻地由接山迁往张河桥。1984年4月，接山人民公社改为张河桥区，下设接山乡、夏谢乡、障城乡、苍邱乡、徐坦乡:46。1985年12月，撤区建乡，原张河桥区分为张河桥乡和接山乡。张河桥乡驻地在张河桥村，接山乡驻地在接山村。2001年初，张河桥乡撤销，其建制整体并入接山乡。2010年6月，接山乡撤乡设镇至今。

## 地理环境

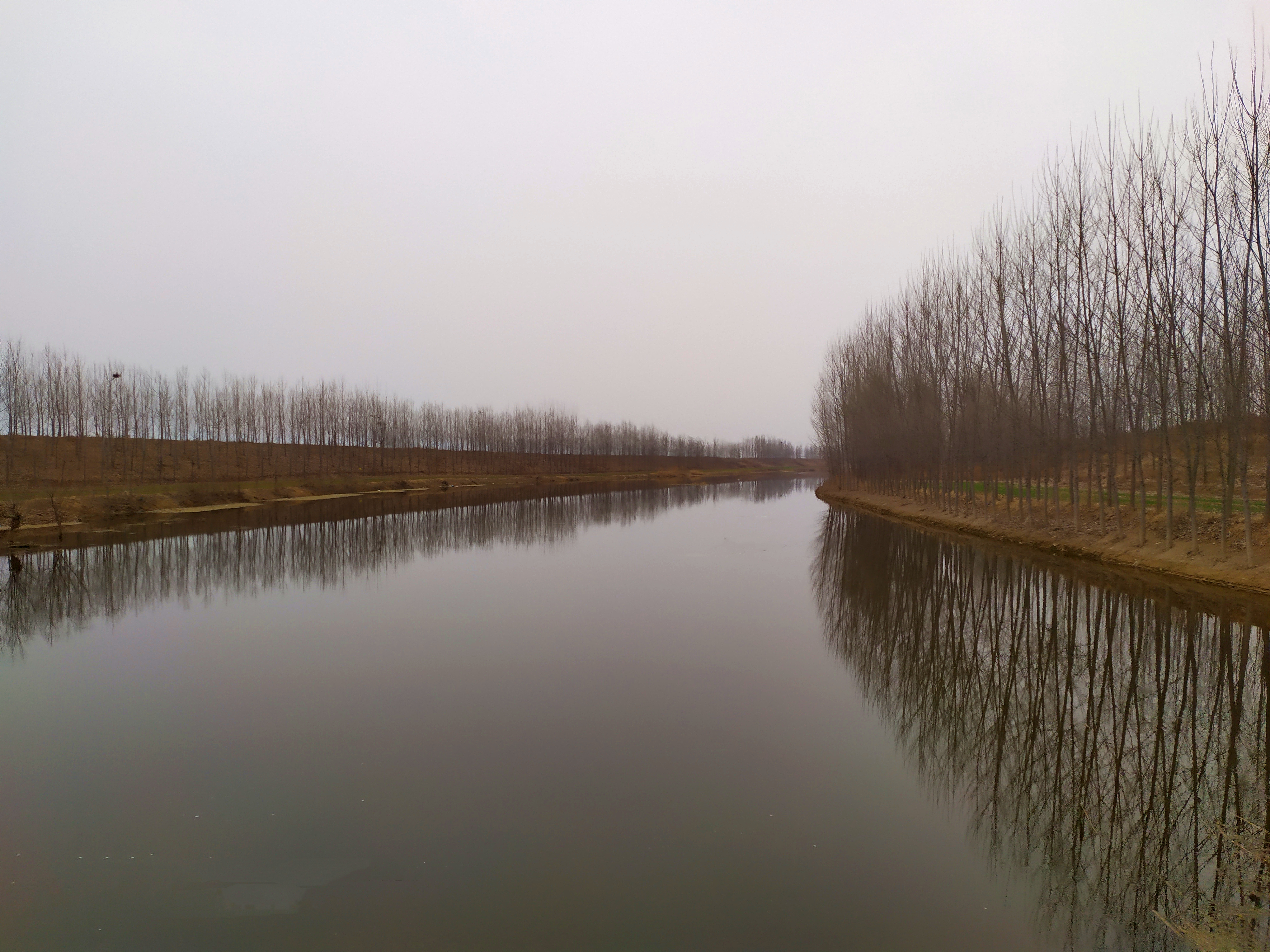
汇河，拍摄于北遂城新村附近

接山鎮位于东平县东部，东西横距13.75公里，南北纵距15.25公里，总面积149余平方公里，为东平县面积第二大的乡镇级行政单位。接山镇西邻大羊镇、东平街道，东接肥城市孙伯镇、安临站镇，北临肥城市王庄镇，南隔大汶河与汶上县军屯乡、杨店镇相望。政府驻地在接山镇南部的接山村，距东平县城10公里。
2014年时接山镇耕地面积8237公顷，占接山镇总面积55.1%，为东平县耕地面积最大的乡镇，其中优良耕地占耕地总面积的约一半。2003年人均耕地面积0.12公顷。接山镇境内的土壤主要有褐土、潮土两种。其中南部和中部的汶河、汇河流域主要分布湿湖土，土层较厚但土质粘重。东北部、西部山丘分布黄土母质褐土，土质脊薄。两种土壤各占一半。
接山镇整体处于丘陵地带，整体地势北高南低，北部东西高中部低，南部则西高东低。接山镇东北部为泰肥山区、东南部为汶河冲积平原、中部为汇河冲积平原、西部为丘陵，平原、山区、丘陵各占约三分之一。主要山丘有西部的咕咕山、狼尾山、五岳山、歪老婆山，东北部的大顶山等:19,20。接山镇最高点为大顶山，黄海高程316米，为东平县与肥城市的界山；地面最低点海拔高度54.1米。
已探明的矿产资源有白云岩、河砂、石灰岩、大理石等。其中河砂主要由大汶河和汇河带来。白云岩有效成份品位较高，大理石有豹斑、蛇纹、杏花等多个品种。
接山镇境内有多条河流，最大的河流为大汶河。大汶河从鄣城村入境，自东北向西南沿接山镇南境流过，自戴村坝北出境。汇河又称汇泉河，为大汶河支流，从北遂城村入境，自北向南贯穿接山镇，将接山镇分成东西两部分，在戴村坝同大汶河汇流。汇河是接山镇最重要的河流之一，也是当地主要补水和灌溉河流。此外，接山镇还分布有金线河、东金线河、独山河、洪山河等河流，这些河流较小且均为汇河支流:19,20。接山镇境内还分布有大量的泉水，著名的有山神泉、中套泉等。平原地区水资源较为丰富，而丘陵和山区水资源相对稀缺。

## 行政区划
接山镇下辖54个行政村，64个自然村，镇政府驻地在接山村。接山镇下辖的行政村为：
接山村、张场村、满村、姜庄村、黄徐庄村、周徐庄村、张徐庄村、南山庄村、上遂城东村、上遂城西村、下遂城村、北遂城村、朝阳庄村、鄣城村、东杨郭庄村、西杨郭庄村、席桥村、后口头村、前口头村、齐村、刘所村、苍邱一村、苍邱二村、苍邱三村、辛庄村、常庄一村、常庄二村、常庄三村、东屯村、南屯村、徐坦村、林马庄村、尹山庄村、肖庄村、麻子峪村、山神庙村、牛山庄村、李山头村、夏谢一村、夏谢二村、夏谢三村、夏谢四村、夏谢五村、后寨子村、大张庄村、东荣花树村、中套村、下套村、徐村、纸坊村、花园村、前寨子村。

## 经济
2016年，接山镇农民人均可支配收入为13,715元，人均生活支出8,124元，当年全年地方财政收入2,851.78元，其中税收收入22,110万元。农业种植业为接山镇主导产业。2012年，接山镇有效灌溉面积为9.8万亩，农业总产值3.86亿元，粮食总产11.88万吨，蔬菜产量10.16万吨，农民人均纯收入9,099元。粮食主产小麦、玉米。2003年时，接山镇饲养鲁西黄牛、小尾寒羊、生猪分别为1.24万头、5.5万只、4.4万头。2016年，接山镇粮食播种面积为23万亩，粮食总产量13.4万吨。相对2015年粮食增产313.2吨。规模以上工业企业共有44家，主要工业类型塑化橡胶、纺织、皮革、毛巾、大理石、建材、淀粉加工等。

## 人口
2012年，接山镇共有居民2.01万户，户籍人口6.36万人，人口自然增长率6.62‰，出生率14.05‰。
2010年中国第六次人口普查时，接山镇共有人口56,194人，共有家庭16,597户。本地居住的人口中，本地户籍人口为54,860人，占97.6%。14岁以下的少年儿童共8,208人，占总人口14.6%；15-64岁人口共41,722人，占总人口74.2%；65岁及以上的老年人共6,264人，占总人口的11.1%。男性共计26,763人，占总人口49.0%；女性共计28,134，占总人口50.0%。
根据2000年中国第五次人口普查的数据，今接山镇辖境内共有人口61,536人，其中原接山乡有26,936人，原张河桥乡有34,600人。2000年至2010年的十年间，接山镇人口减少了5,342人，人口迁出是人口下降的主要因素。少年儿童比例下降，劳动年龄人口则增多，老年人比例略有上升。

## 基础设施
接山镇有接山一中一所初中，该中心位于接山镇政府驻地西部，占地面积98058平方米。接山镇有完全小学11所，学生3470人。镇内共有教职工517人。
接山镇原有接山卫生院和张河桥卫生院两所卫生院，后张河桥卫生院并入接山卫生院。接山镇卫生院建筑面积8180平方米，设有20个科室，共有职工85人。接山镇境内有37所卫生室。分别分布于接山镇各个村庄，其中10个规范化卫生室，27个示范化卫生室。接山镇亦建有综合文化站、敬老院和老年人活动广场等。
接山镇境内有上百条公路，实现了村村通路，道路以一般公路和乡村道路为主。331省道（即泰东公路）东西向横穿接山镇南部。景观路滨河大道沿汇河西岸修建，南北向穿过接山镇南部。1985年，张河桥区内有泰东线、丁接线、徐鄣线、常东线、接中线、后苍线、张接线等多条公路。
1993年，今接山镇实现村村通电，当年人均用电量约125千瓦时。

## 文化
接山镇境内方言属于中原官话兖菏片东平方言的大清河北口音，具有一定冀鲁官话特征，同东平其他地区方言差异不大。历史上，由于汇河的阻隔作用，汇河东西的口音出现些许差异，汇河东岸的口音比汇河西岸的口音更接近肥城话。此外，由于山区交通不便，接山镇的山区地区的方言具有同平原地区明显的不同的特征，如广泛地使用儿化韵。
接山境内的戏剧有豫剧、山东梆子等，桥的传说和秃尾巴老李等民间传说以及鄣城香油制作工艺等手工技艺被列入东平县县级非物质文化遗产保护名录。

### 风俗习惯
接山镇风俗与东平县其他地区差异不大。接山镇东部与西部的风俗因汇河的阻隔而有所差异。如汇河以东多大村庄，传统上的民众大多住青石房，红白喜事比西部更为隆重。较大的村落每月都有集市，较大的集市有苍邱集，接山集等。当地传统上信仰中国民间信仰，也有少数民众信仰伊斯兰教、基督教等宗教，1920年时，接山境内有鄣城、夏谢两处新教教堂。
接山镇地区待客讲究。闺女带女婿第一次回家，会受到最高规格的款待。办丧事时，重要亲戚会行二十四拜大礼，步骤礼仪繁杂。常庄一带民众还有秧歌舞等习俗。当地民风较为纯朴，传统上，在集市上若赶集者没带够钱，买卖双方就摔破一个碎碗片，在下一个集市上将碗片裂纹对拢起来便可成交，这种原始的信用经济习俗称为“对瓦茬”；汇河上的摆渡人往往不会向乘船过往者收费，他们仅会在年关向经常摆渡的人家收取一些粮食作为一年辛勤劳动的报酬。但随着时代的变迁，接山镇的这些民俗与传统逐步淡化，有些已经失传。

### 饮食风俗
接山镇地区以往以玉米粥，馒头等为主食。宴席有“四大件”、“八大件”等规格。同东平县其他地区不同的是，接山镇的一顿宴席往往分上下两场，上一场宴席结束后休息片刻在进行下一场。“吃喝碗”则为接山镇以及附近地区一种独特的饮食习俗，这种宴席用于招待重要宾客，其中接山镇刘所村的“吃喝碗”最为著名。“吃喝碗”由满汉全席和临清清汤宴演变而来，简单、实惠为其特点。刘所刘氏“吃喝碗”于2019年被列入泰安市第八批非物质文化遗产名录。

## 文物古迹
接山镇境内有常庄古民居、桥:159两处省级文物保护单位，遂城故城、鄣城故城:34夹页:60、接山泉碑、前口头古民居、东进支队办公室:193，接山毛主席像台等多处市、县级文物保护单位以及38处登记在册的不可移动文物。
在古代，常庄、苍邱、遂城等大村落以往往拥有寨墙、寨门甚至是护城河等防御工事，俨然若城池。这些城寨结构用于抵御土匪等，在兵荒马乱的年代对保护村民生命财产安全起到了重要的作用，现在这些传统城寨大多已经拆除。目前常庄村村内有寨墙、古寨河、石桥、排水涵洞共十四处、古井十二处、汉代古墓和古石碑三十五处。至今常庄村内仍有一半建筑为古建筑。2013年，常庄古民居建筑群被认定为山东省省级文物保护单位。
境内的遂城故城、鄣城故城为古诸侯国遗址，历史逾两千年。香山战斗遗址、东进支队办公室为中共革命遗迹，记录了抗战时期八路军在接山山区的游击抗日活动。蓆桥为一处古桥梁，始建时期难考，曾为泰东公路必经之处。接山毛主席像台在二十世纪六十年代的文化大革命时期建立，四面绘制有毛泽东各个时期的照片，具有浓重的时代气息。
接山镇出土了许多石碑，如出土于鄣城的元代崔府君庙碑、出土于前口头村的明代邵庄后土庙碑、尹山庄的齐天大圣庙记碑，鄣城故城、遂城故城、蓆桥遗址也陆续有一些文物出土，甚至有民众可以在田间地头捡到古代箭镞。而常庄、遂城附近有汉墓，但有些地区盗墓情况严重。
接山境内还有徐氏家庙、乌鸡台、接山上庙、接驾牌坊、后口头古建筑群等文物。接山镇的众多文物古迹中，有些在战争、土改和文革中损毁，有些已经修复。接山镇最南端可以看到汶汇合流，“戴垻虎啸”的景观。蓆桥村以南有滨河大道，可沿线欣赏汇河风光。

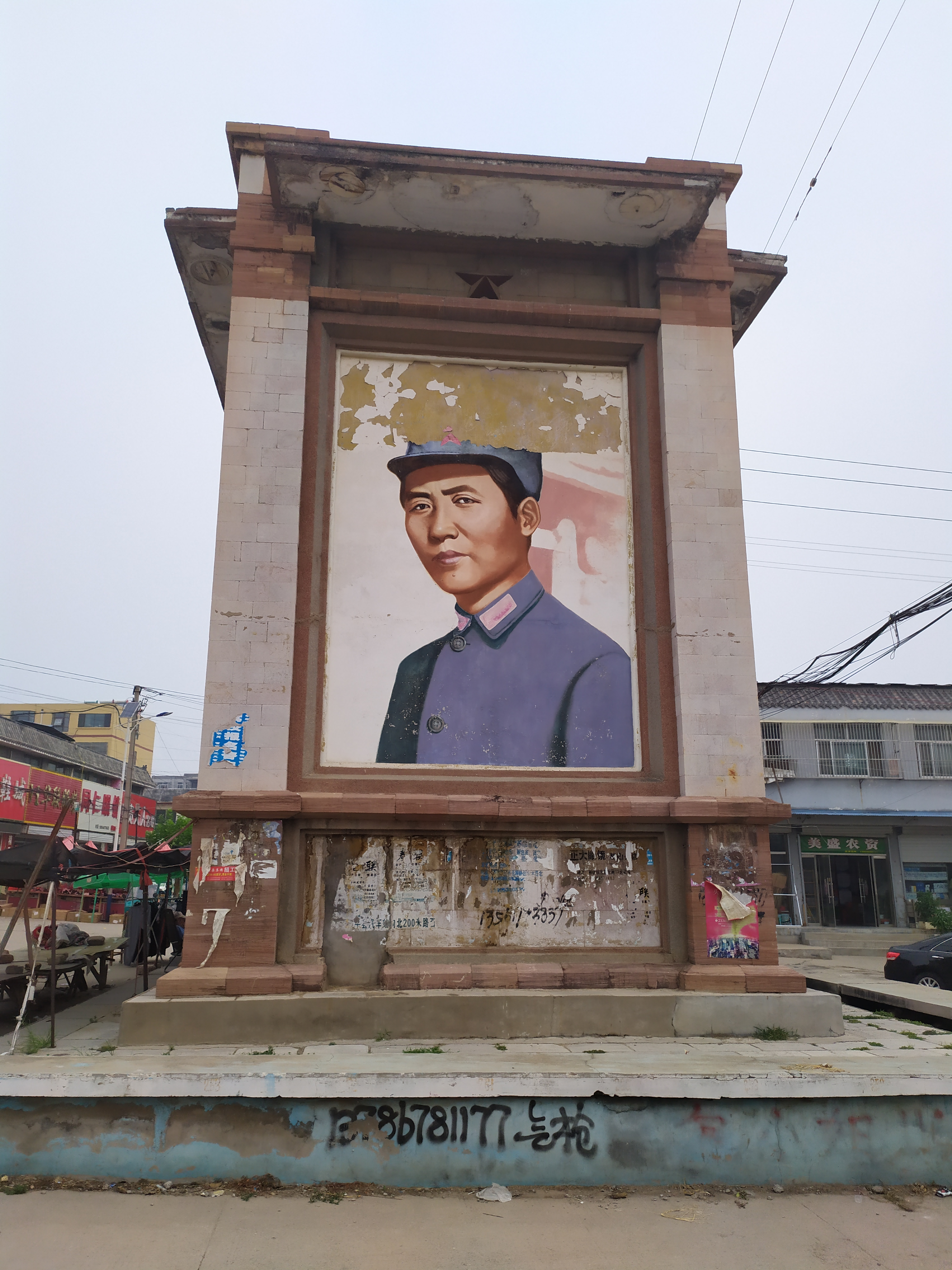
文革时期建造的接山毛主席像台，现为市级文物保护单位
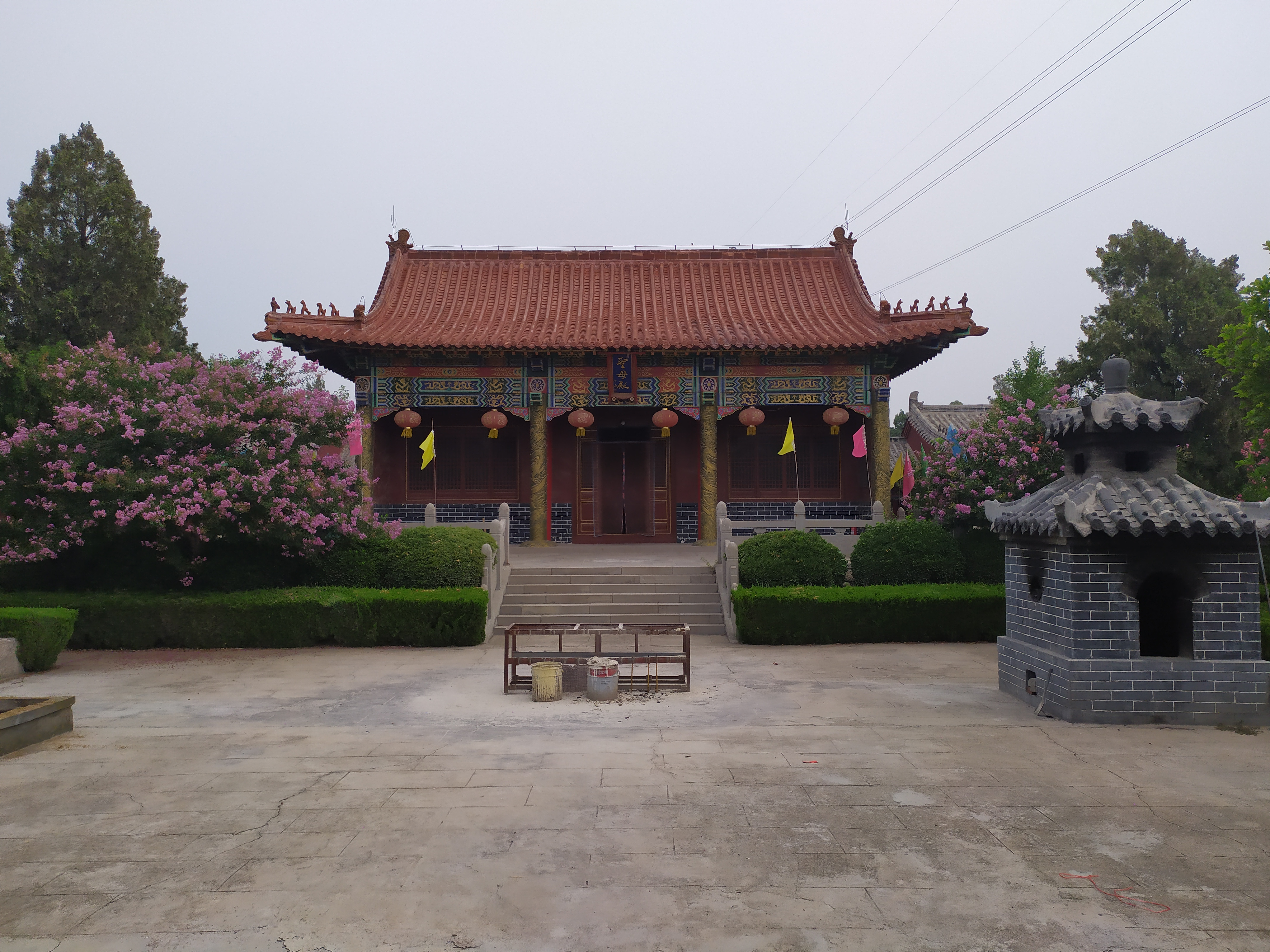
接山上庙的圣母殿，殿内祭祀碧霞元君
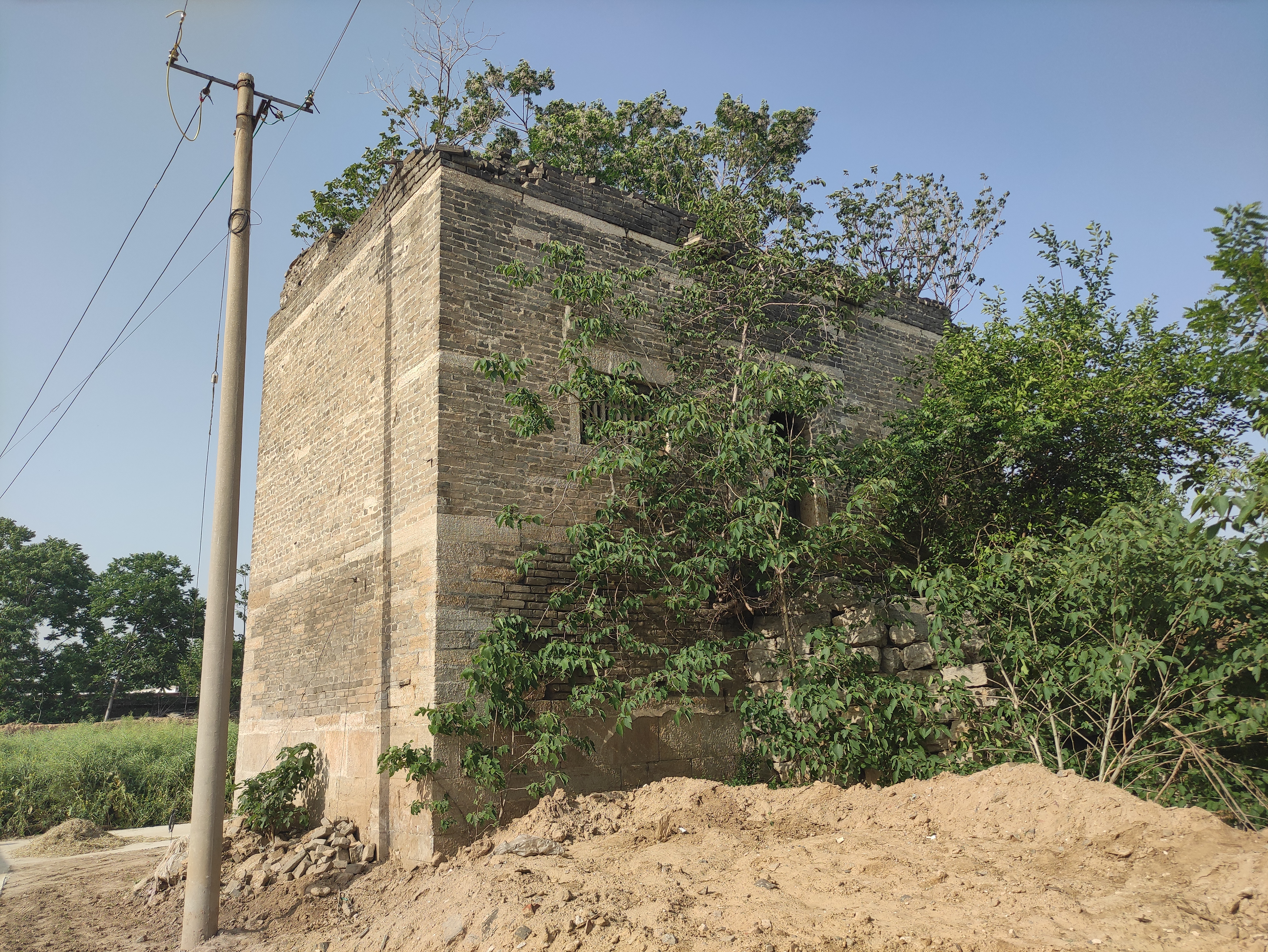
前口头村戴家建筑群北侧主楼
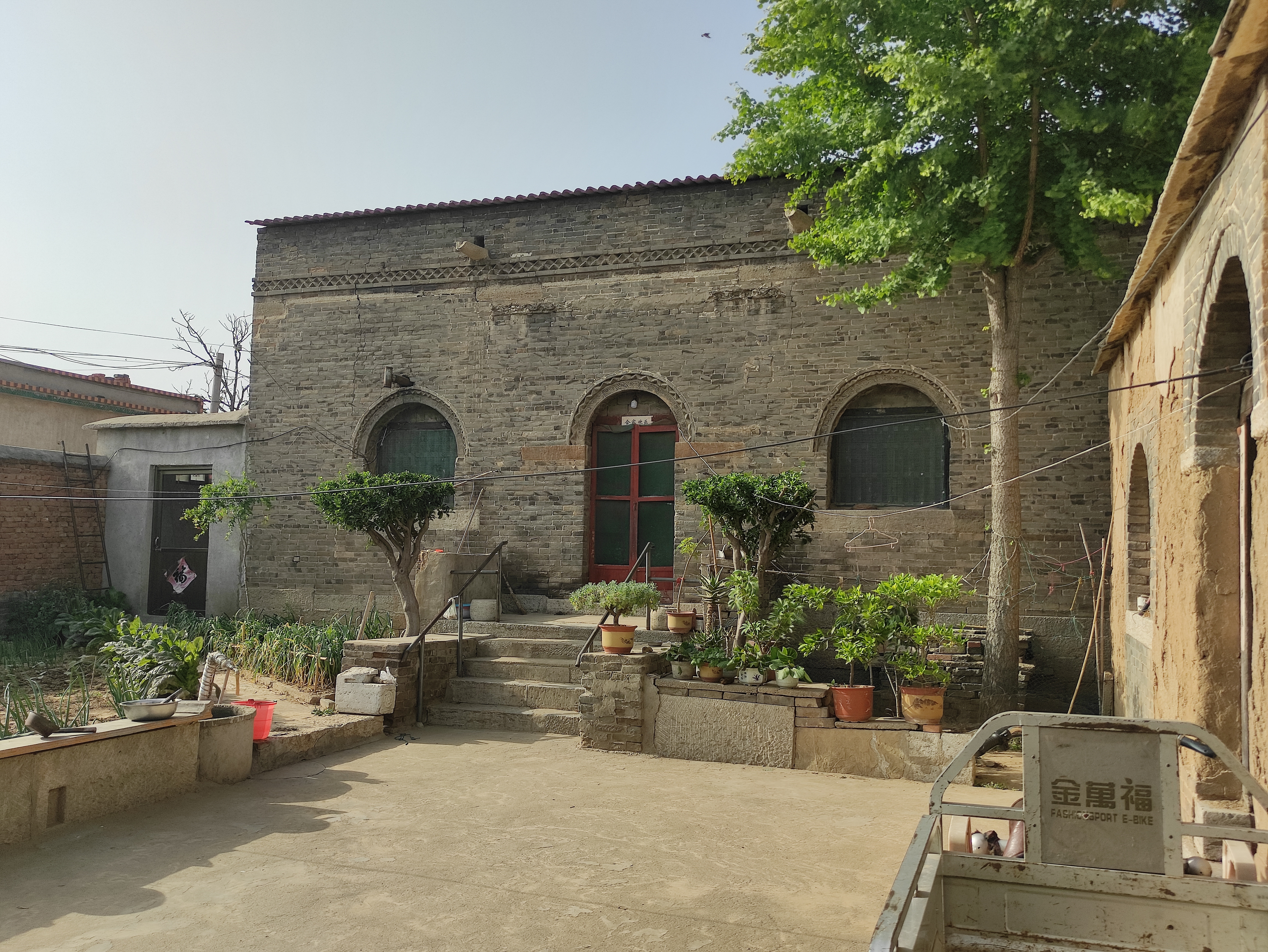
前口头村的栗家大院解元府
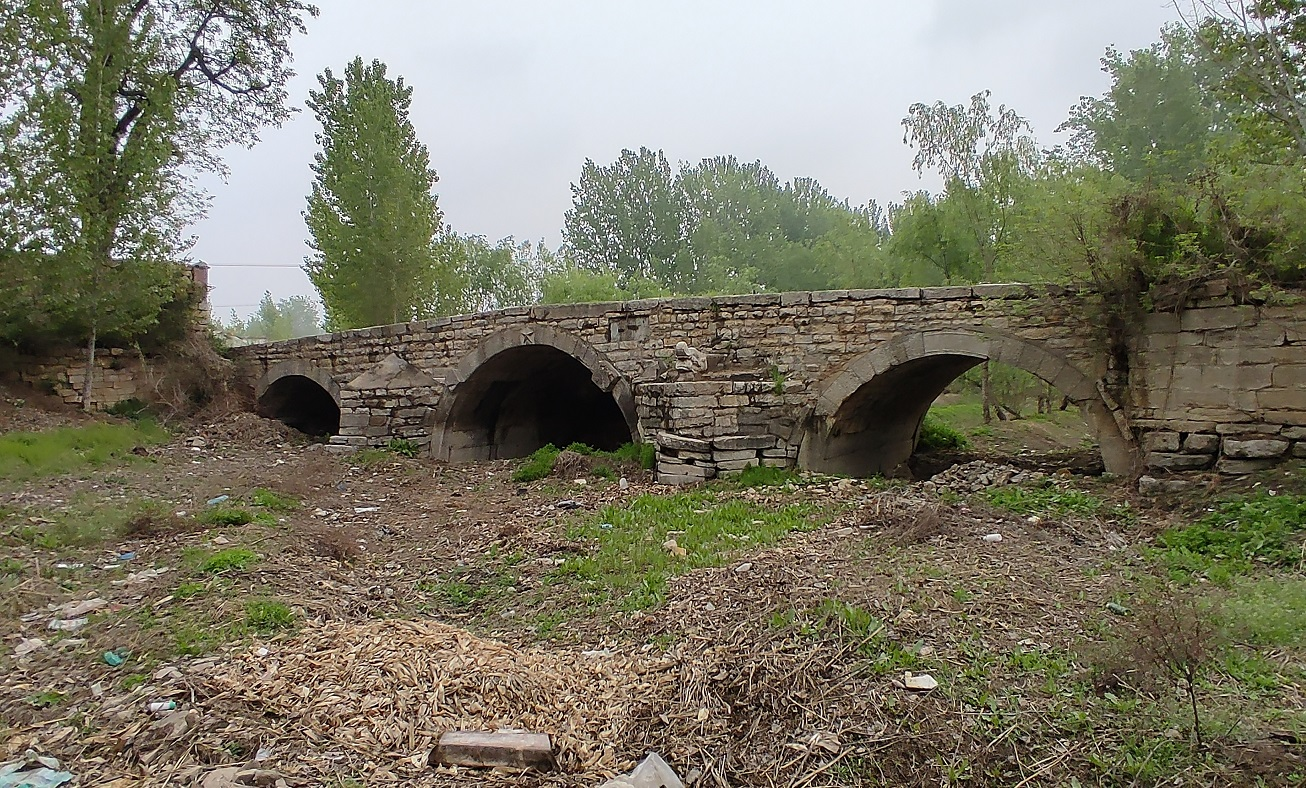
省级文物保护单位蓆桥，传说宋真宗曾过此桥
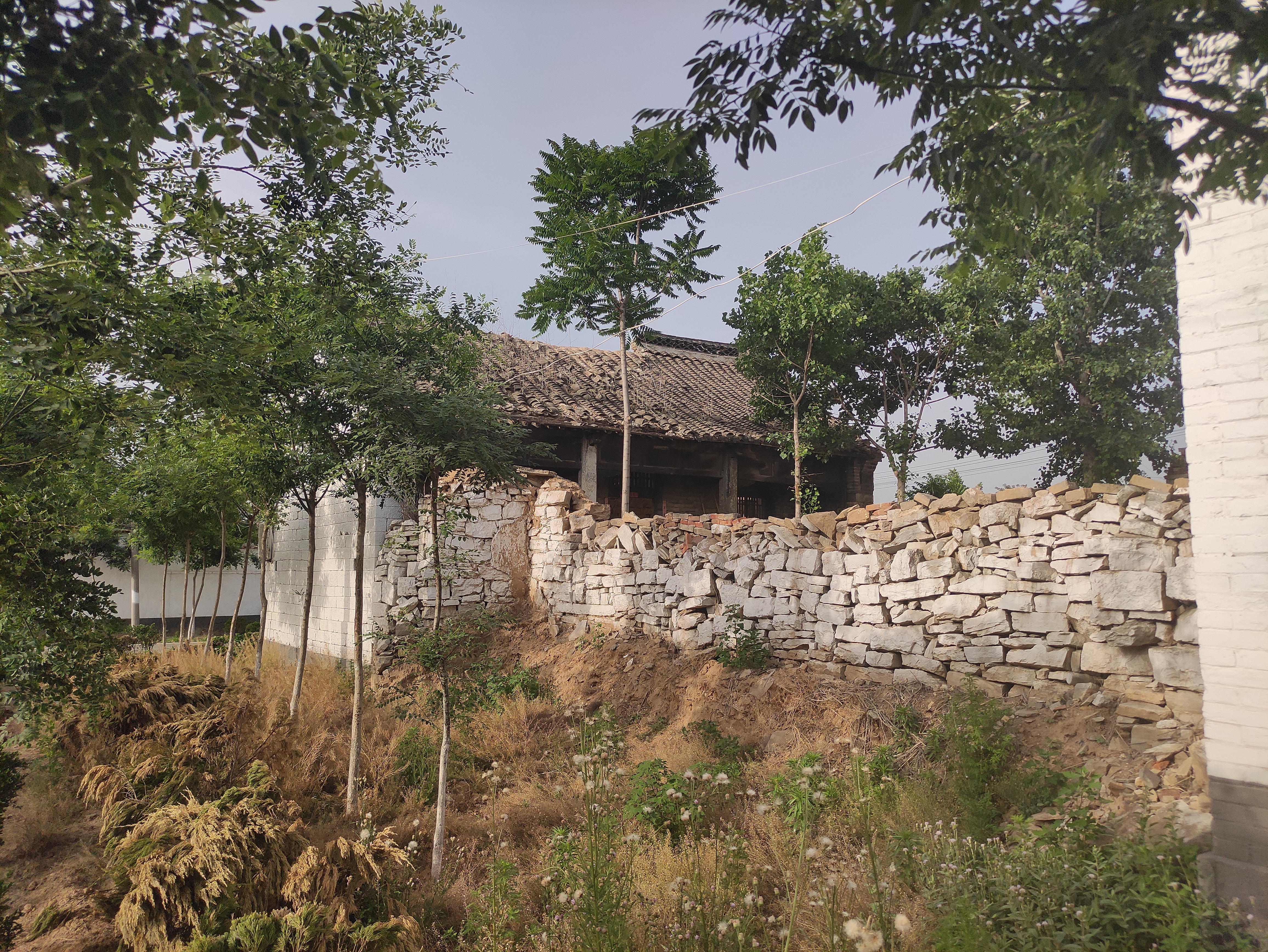
后口头村赵氏家祠
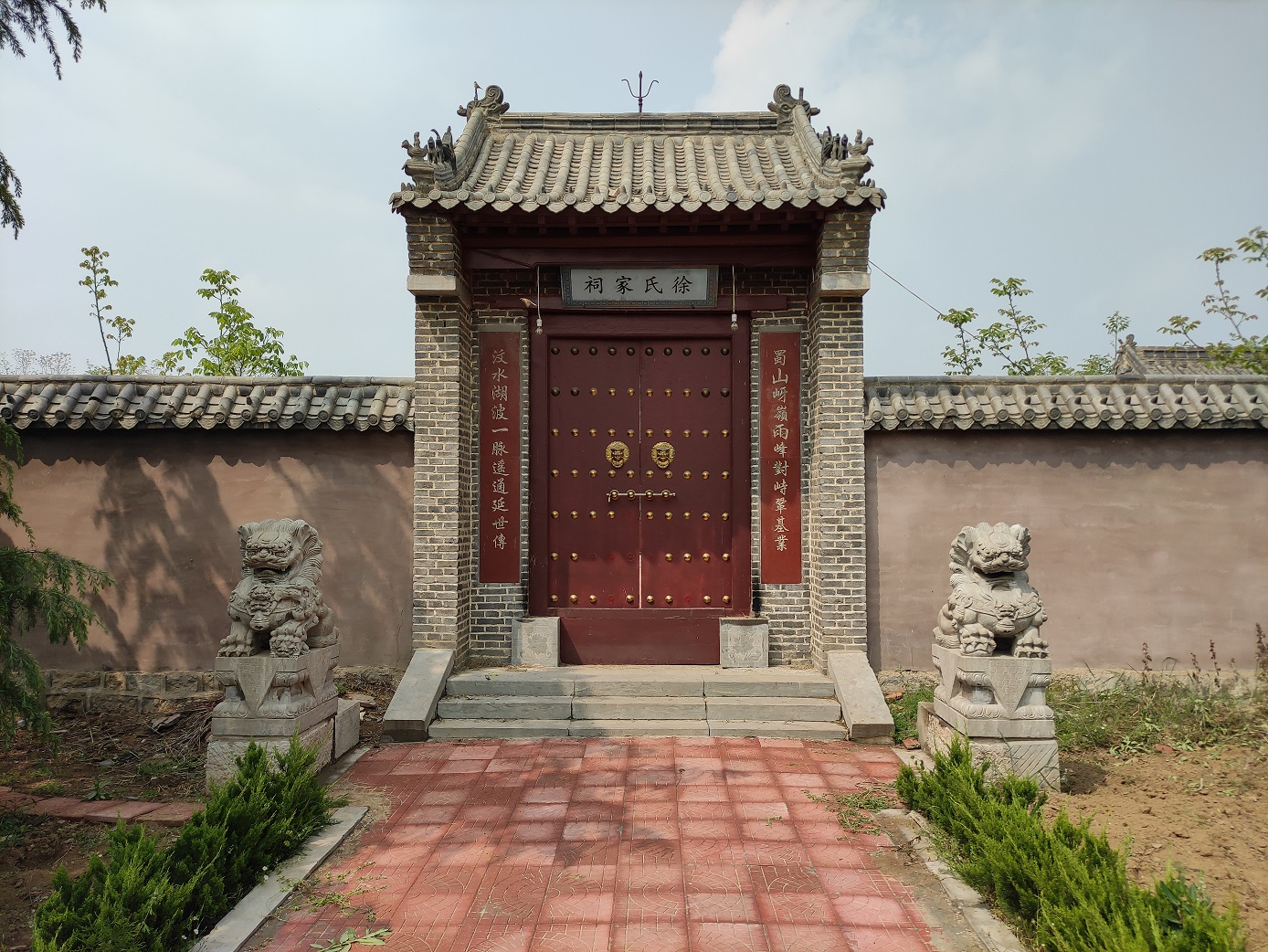
鄣城村东南的徐氏家庙
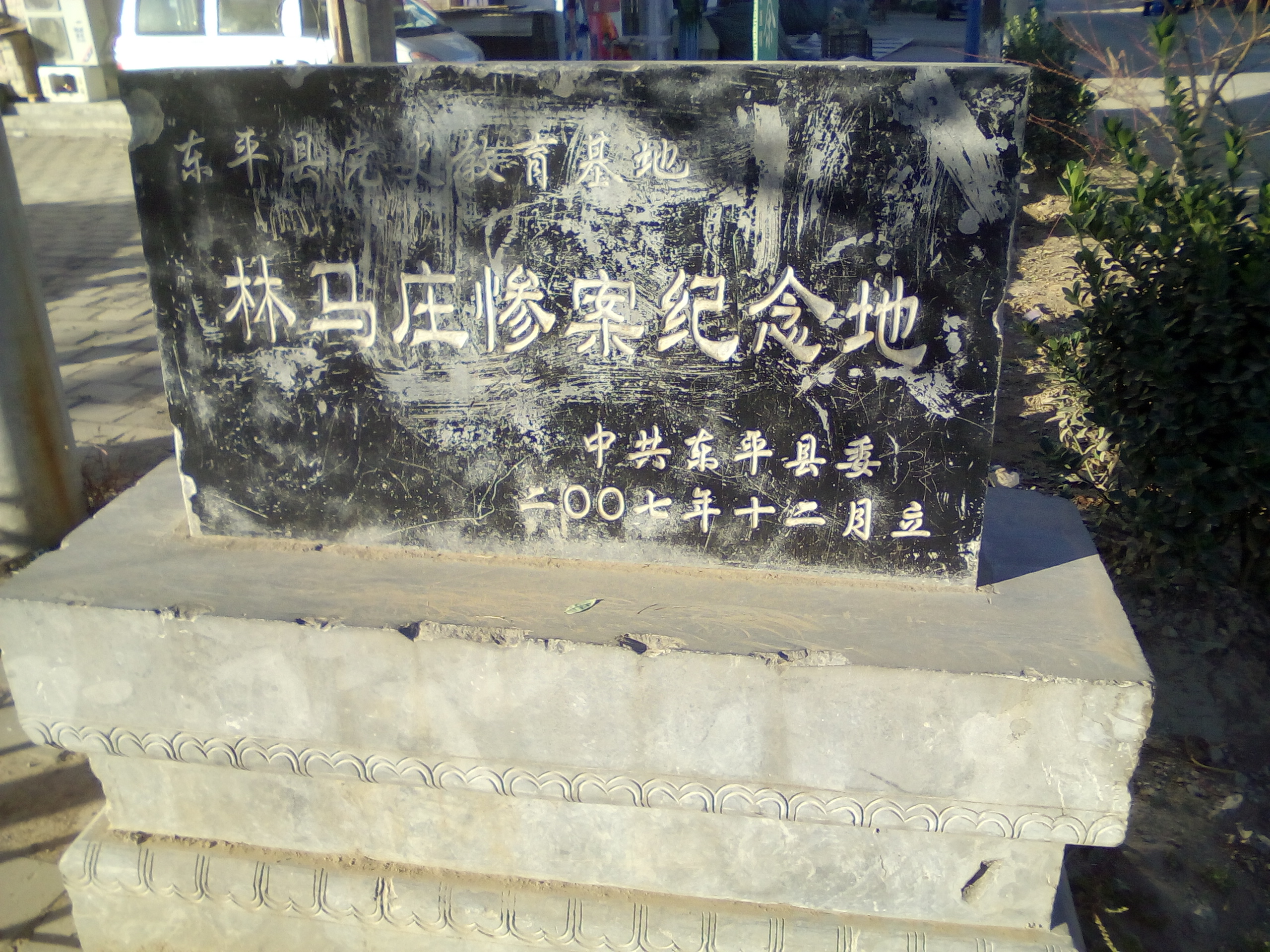
林马庄惨案纪念地。日本军队曾在此屠杀民众。
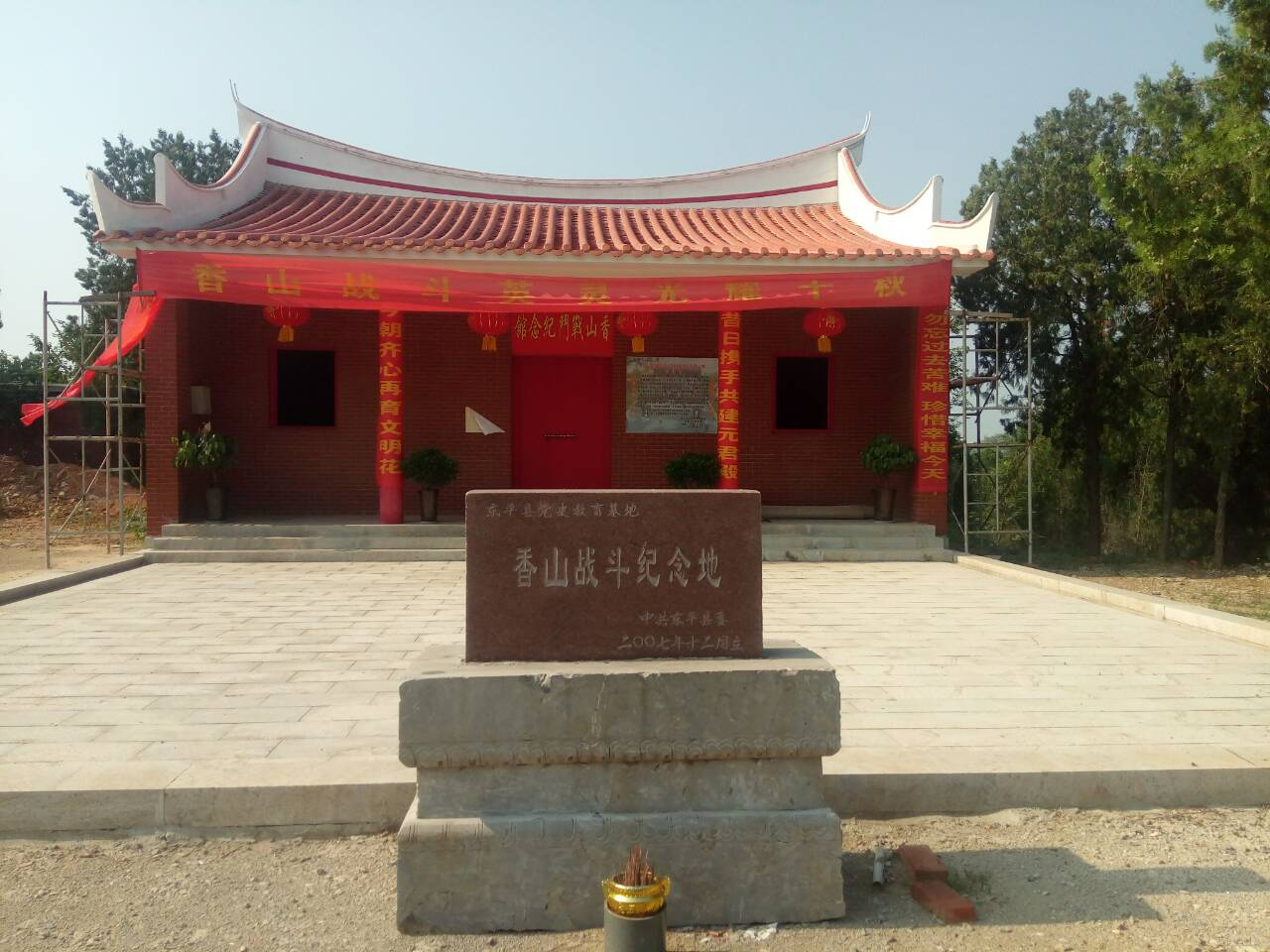
香山战斗纪念地。八路军在此击退日军。

### 引用
1. 1 2  . www.dongping.gov.cn. 2017-06-17  [2018-06-12]. （原始内容存档于2018-02-01）.
2. 1 2  . www.dpdmw.cn.   [2018-07-09]. （原始内容存档于2017-12-10）.
3. ↑  东平县人民政府办公室. . 2019-07-22  [2020-02-05]. （原始内容存档于2021-01-11）.
4. ↑  . 东平县人民政府办公室. 2019-07-22  [2020-02-05]. （原始内容存档于2021-01-11）.
5. 1 2  中国国务院人口普查办公室、中国国家统计局人口就业统计司等.  (收费). 统计年鉴分享平台: 表15 山东省乡、镇、街道人口. 2010  [2018-07-19]. （原始内容存档于2018-07-19）.
6. 1 2 3 4 5 6 7 8 9  山东省东平县地名委员会，东平县地图（内部用图），2010年9月第一版
7. ↑  东平县史志办公室，《东平年鉴（1986-1993）》，乡镇概况-张河桥乡-国民经济概况 的存檔，存档日期2018-07-14.
8. ↑  东平县史志办公室，《东平年鉴（1986-1993）》，乡镇概况-接山乡-国民经济概况 的存檔，存档日期2018-07-14.
9. ↑  . www.dongping.gov.cn.   [2017-11-18]. （原始内容存档于2017-12-01）.
10. 1 2 3 4 5 6 7 8 9 10 11 12 13 14 15 16   东平县地名委员会，1993年，《东平县地图册》，
11. 1 2
12. ↑  孟祥亮 崔勇 李佳妮. . www.cfsn.cn. 中国食品安全报. 2012-08-10  [2018-07-13]. （原始内容存档于2018-07-13）.
13. ↑  高娜. . www.dzwww.com.   [2018-07-13]. （原始内容存档于2018-07-13）.
14. ↑  网易. . news.163.com.   [2018-07-09]. （原始内容存档于2018-07-11）.
15. ↑  《左传》：“舜重之以明德。至于遂，世世守之。”
16. ↑  何敬鹏等. . : 遂国世系.
17. 1 2 3  网易. . news.163.com.   [2018-07-09]. （原始内容存档于2017-08-28）.
18. ↑  《左传·庄公十三年》：十三年春，会于北杏，以平宋乱。遂人不至。
19. ↑  《春秋左氏傳 莊公十三年》：夏，齊人滅遂而戍之。
20. ↑  《左传·庄公十七年》：“夏，遂因氏、颌氏、工娄氏、须遂氏飨齐戍，醉而杀之，齐人歼焉。”
21. ↑  . www.tasqw.cn. 2014-12-01  [2018-07-09]. （原始内容存档于2018-07-09）.
22. ↑  《左傳·莊公三十年》：“秋七月，齊人降鄣。”
23. 1 2 3 4 5 6 7 8  . www.sddpw.net.   [2018-07-09]. （原始内容存档于2018-07-09）.
24. ↑  东平地名网. . www.dpdmw.cn. 2010-08-16  [2018-07-09]. （原始内容存档于2015-08-15）.
25. 1 2  东平县地名委员会办公室. . 2017-08-08. （原始内容存档于2018-07-09）.
26. ↑  元代《崔府君庙碑》碑文：“校尉须城县达鲁花赤诸军劝农事”、“东平府须城县鄣城镇巡检刘赞”等
27. 1 2  东平县史志办公室. 《东平风物志》，第二编-第三章-第一节 的存檔，存档日期2018-07-11.
28. 1 2 3 4  东平县史志办公室，《东平年鉴（1986-1993）》，乡镇概况-接山乡-历史要述 的存檔，存档日期2018-07-09.
29. ↑  张志熙、刘靖宇等. . : 第40-41页，第四区所辖乡镇表.
30. ↑  东平县史志办公室，《灾难与抗争》，第五章-党史征集研究成果-坚持泰西八年抗战 的存檔，存档日期2018-07-11.
31. ↑  中共东平县委党史办公室、东平县史志办公室，《灾难与抗争》，第二章 （页面存档备份，存于） 1938 的存檔，存档日期2018-06-12.、1939 （页面存档备份，存于）、1940 （页面存档备份，存于）、1941 （页面存档备份，存于）、1942 的存檔，存档日期2018-06-12. 东平县史志办公室，《灾难与抗争》，第二章 （页面存档备份，存于） 1943 的存檔，存档日期2018-06-12.、1945 的存檔，存档日期2018-06-12.
32. ↑  中共东平县委党史办公室，东平县史志办公室，《灾难与抗争》，第五章-抗日战争时期中共东平县党的建设和革命活动 （页面存档备份，存于）
33. ↑  东平县史志办公室，《灾难与抗争》，第六章-抗击日军-香山战斗 的存檔，存档日期2018-07-12.
34. ↑  中共东平县委党史办公室. 《东原星火》，第三章 专题研究 ——一九三九 八路军一一五师东进支队在东平 的存檔，存档日期2017-12-01.
35. 1 2 3  东平县军事志编纂委员会编. 《东平县军事志》
36. 1 2 3  东平县史志办公室，《东平年鉴（1986-1993）》，乡镇概况-张河桥乡-历史要述 的存檔，存档日期2018-07-09.
37. ↑  东平县史志办公室，《灾难与抗争》，第三章-日军暴行-林马庄惨案 的存檔，存档日期2018-07-11.
38. ↑  山东省东平县志编纂委员会编：《东平县志》，山东人民出版社1989年版，第438页。
39. ↑  中共东平县委党史办公室编：《中共东平地方史》，中国出版社2005年版，第28页。
40. ↑  东平县史志办公室. 《东平风物志》，第二编-第四章-第六节 的存檔，存档日期2018-07-12.
41. ↑  . www.sdsqw.cn.   [2018-07-10]. （原始内容存档于2017-12-16）.
42. 1 2  中共东平县委党史资料征集研究委员会，《东平战役》，156-159页
43. ↑  东平县民政局. . : 第91页 东平县行政区划斗争形势图.
44. ↑  中共东平县委党史办公室 东平县史志办公室，《灾难与抗争》，第二章 （页面存档备份，存于）1944 （页面存档备份，存于）
45. ↑  高娜. . www.dzwww.com.   [2018-07-13]. （原始内容存档于2018-07-13）.
46. 1 2 3 4  东平县史志办公室，《东平年鉴（2004-2012）》，乡镇街道-接山镇 的存檔，存档日期2018-07-09.
47. 1 2 3 4 5 6  山东省东平县志编纂委员会. 《东平县志（2005）》，乡镇概况-接山乡 的存檔，存档日期2018-07-11.
48. ↑  泰安市地方史志办公室. .   [2018-07-19]. （原始内容存档于2018-07-19）.
49. 1 2 3  东平县史志办公室，《东平年鉴（1986-1993）》，乡镇概况-接山乡-地理概貌 的存檔，存档日期2018-07-11.
50. 1 2 3  东平县史志办公室，《东平年鉴（1986-1993）》，乡镇概况-张河桥乡-地理概貌 的存檔，存档日期2018-07-11.
51. ↑  . www.dongping.gov.cn. 2018-01-29  [2018-07-09]. （原始内容存档于2018-02-01）.
52. ↑  高娜. . www.dzwww.com.   [2018-07-13]. （原始内容存档于2018-07-13）.
53. ↑  . www.taian.gov.cn. 2018-02-01  [2018-07-11]. （原始内容存档于2018-07-11）.
54. ↑  中华人民共和国国家统计局. . www.stats.gov.cn. 2018  [2018-07-17]. （原始内容存档于2018-07-17）.
55. 1 2  《中国政区大典》编委会，《中国政区大典》第二卷，1476页
56. ↑  东平县志编纂委员会，《东平县志》，第1编-第2章 的存檔，存档日期2018-06-11.
57. ↑  东平地名网. . www.dpdmw.cn.   [2018-06-11]. （原始内容存档于2018-06-11）.
58. ↑  中华人民共和国统计局. . 2000. （原始内容存档于2012-04-07）.
59. ↑  . www.dongping.gov.cn.   [2018-07-17]. （原始内容存档于2018-07-17）.
60. ↑  . www.dongping.gov.cn.   [2018-07-17]. （原始内容存档于2018-07-17）.
61. ↑  . www.dongping.gov.cn.   [2018-07-17]. （原始内容存档于2018-07-17）.
62. 1 2  东平县史志办公室，《东平年鉴（1986-1993）》，乡镇概况-张河桥乡-交通·邮电·供电 的存檔，存档日期2018-07-13.
63. ↑  东平县史志办公室，《东平年鉴（1986-1993）》，乡镇概况-接山乡-交通·邮电·供电 的存檔，存档日期2018-07-13.
64. ↑  贺巍. . 方言. 2005, (2): 136-140. （原始内容存档于2018-07-12）.
65. ↑  东平县史志办公室. 《东平风物志》，第六编-第七章-第一节 的存檔，存档日期2018-07-11.
66. ↑  . 2016-02-15  [2018-07-12]. （原始内容存档于2016-02-15）.
67. ↑  东平县人民政府，东平县人民政府关于公布第四批县级非物质文化遗产名录的通知
68. ↑  东平县史志办公室. . 山东省地情资料库.   [2018-08-21]. （原始内容存档于2018-08-22）.
69. 1 2  . culture.people.com.cn. 大众日报. 2014-11-24  [2018-07-13]. （原始内容存档于2018-07-13）.
70. ↑  东平县史志办公室. . （原始内容存档于2018-08-22）.
71. ↑  泰安市文化广电新闻出版局. . 2019-02-11  [2020-02-09]. （原始内容存档于2020-11-19）.
72. 1 2 3  东平政协文史资料委员会. 《东平名胜古迹》
73. ↑  . www.dpdmw.cn.   [2018-07-09]. （原始内容存档于2015-08-15）.
74. ↑  山东省东平县志编纂委员会. 《东平县志（2005）》，第二十四编-第四章-第一节 的存檔，存档日期2018-07-13.
75. ↑  东平县文化和旅游局.  (PDF). 东平县政府. 2020-09-28  [2021-01-09]. （原始内容存档 (PDF)于2021-02-05）.
76. ↑  东平县史志办公室. 《东平风物志》，第二编-第二章-第二节的存檔，存档日期2018-07-07.
77. ↑  东平县史志办公室. 《东平风物志》，第二编-第三章-第三节 的存檔，存档日期2018-07-11.
78. ↑  今日东平报. . www.sohu.com. 2017-11-16  [2018-07-09]. （原始内容存档于2018-07-09）.
79. ↑  网易. . news.163.com. 文汇报.   [2018-07-19]. （原始内容存档于2018-07-19）.
80. ↑  . 網易新聞. 2014-08-11  [2017-06-07]. （原始内容存档于2018-07-13）.